# Krokeischer Stein

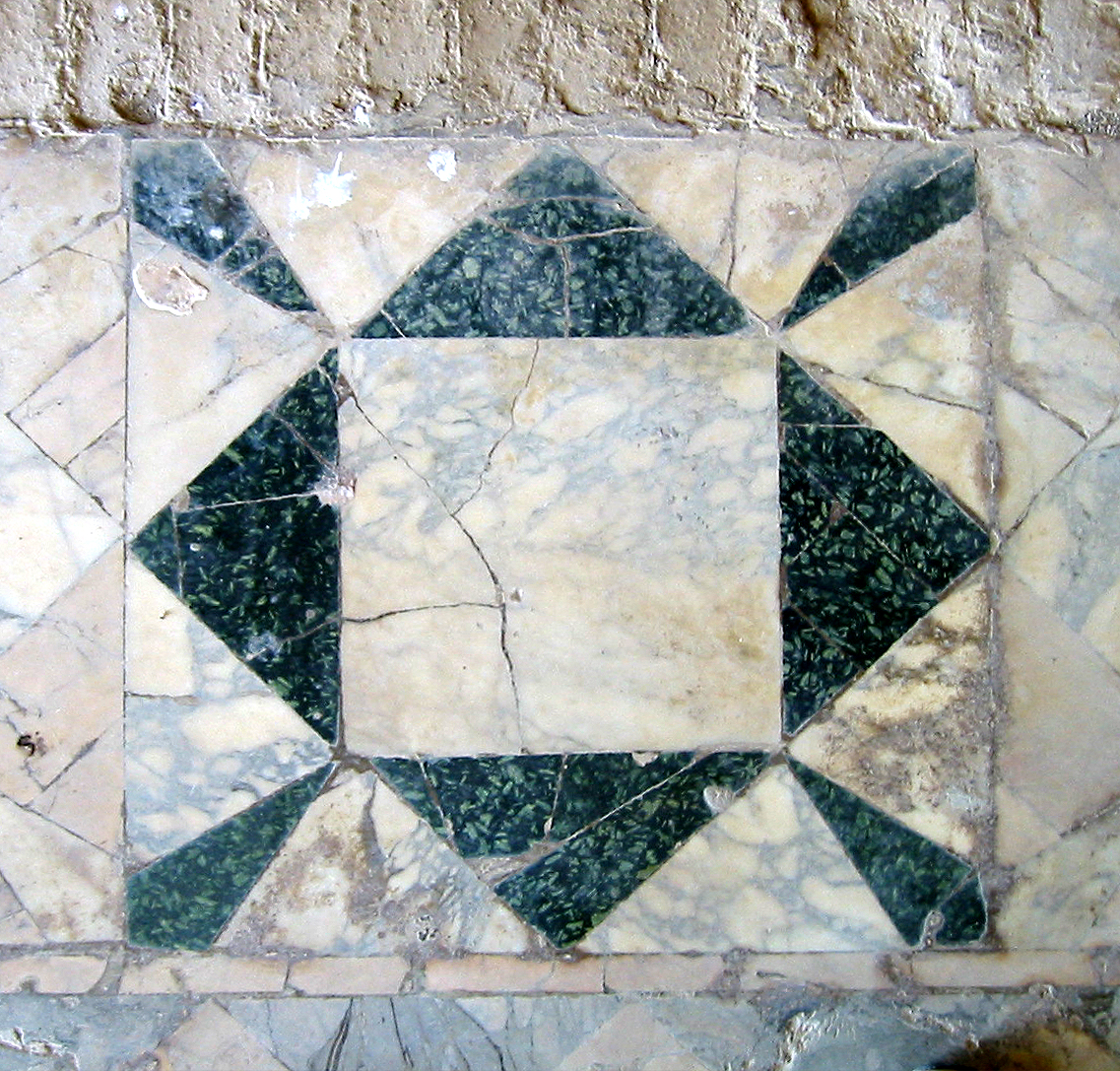
Opus sectile mit dunkelgrünen Elementen vom Krokeischen Stein

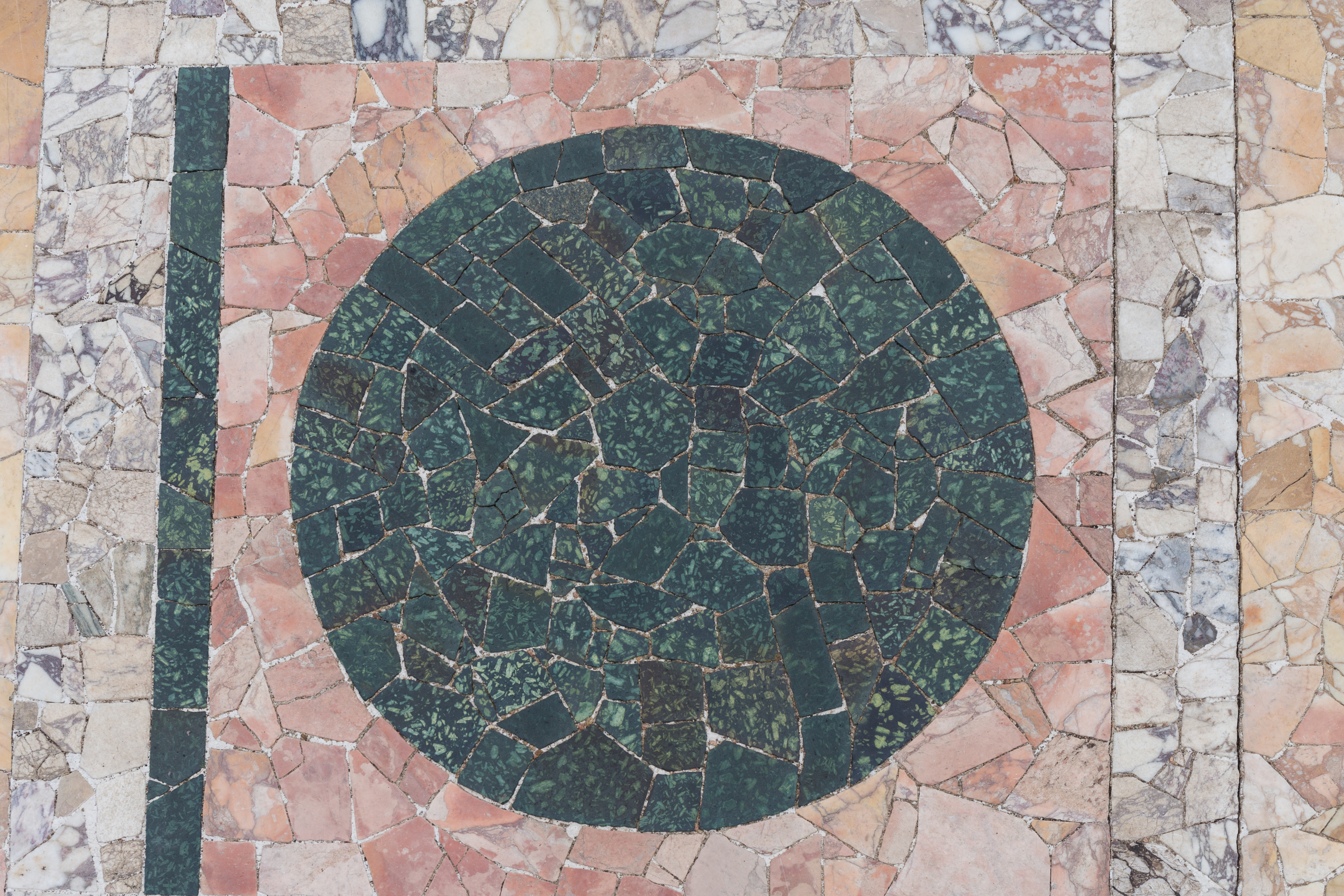
Kreis aus Verde Antico im Odéon antique, Lyon

Krokeischer Stein oder lapis Lacedaimonius und auch Porfido verde antico (weitere Namen sind lapis Croceus, lapis Taygetas, lapis Spartanus oder porfido serpentino verde) ist ein Vulkangestein, das bei Krokeai in Lakonien gebrochen wurde.

## Anwendungen
Der Krokeische Stein, ein hauptsächlich grünfarbenes Vulkanitgestein mit porphyrischem bis ophitischem Gefüge, wurde in der Antike vor allem zur Herstellung von Geräten und Gefäßen verwendet. Pausanias beschreibt den Fundort drei Kilometer südöstlich von Krokeai in seinem Werk „...diente als Schmuck für Heiligtümer, besonders aber verschönerte der Stein Schwimmbecken und Wasserbasins.“ Im Römisch-Germanischen Museum in Köln befindet sich ein Wandmosaik, auf dem sich rechts oben ein Beispiel (grün) befindet. Dieses lässt den Schluss zu, dass die Römer ihre Häuser auch in „Colonia Agrippina“, hier die Bäder, mit diesem Stein verzierten.
Dieses Gestein ist vereinzelt an bzw. in historischen Gebäuden im Mittelmeerraum und darüber hinaus nachweisbar. Beispiele finden sich neben Italien in Syrien, Portugal und England. Sehr häufig tritt es als Ornament in gestalteten Fußböden (opus sectile) auf, aber auch kleinere bildhauerische Objekte kommen vor (Säulenkapitell in Santa Sabina, Rom, aus der Zeit von ca. 1205). Die möglicherweise größten erhaltenen Objekte sind die Säulentorsi im Baptisterium von San Giovanni in Laterano.
Mosaikfußböden mit vielen Einzelelementen aus diesem Gestein sind in der Westminster Cathedral von London und in der Kirche Santa Maria Maggiore von Rom zu sehen. Weitere Anwendungen finden sich bei Fußbodenmosaiken in Venedig, beispielsweise in der Kapelle der Madonna Nicopeia (vor 1500 entstanden) in der Basilica di San Marco, oder als Einzelelemente in der Kirche Santa Maria dei Miracoli. Das Gestein wurde bis in das 20. Jahrhundert gewonnen.
An der Straße zwischen Krokeai und Stefania findet man auch noch heute Gesteinsbrocken in rot und grün. Eine antike Abbaustelle befindet sich unweit der Lokalität Alai-Bey.

## Geologie, Mineralogie
Das Gestein wird als Andesit oder Dolerit mit nachfolgender Metamorphose beschrieben, dessen Entstehung im Karbon bis Perm  liegt.
Mineralische Bestandteile sind die grünen Silikate Epidot und Chlorit. Helle Kristallstrukturen bestehen überwiegend aus Plagioklas. Als dunkle Bestandteile treten Pyroxene hervor. In vereinzelten Literaturquellen wird irreführend von einem Serpentinitgestein gesprochen (porfido serpentino verde). Tatsächlich enthält der Stein keine Serpentinmineralien.